# Tomé Cabral Santos
Tomé Cabral dos Santos (Milagres, 7 de julho de 1907 — Crato, 15 de junho de 1988) foi um dicionarista, escritor e filatelista brasileiro.

## Biografia
Nasceu no Sítio Riachão, filho de José Coriolando Gomes dos Santos e Rita Cabral dos Santos, no município cearense de Milagres em 1907. Muda-se para o Crato em 12 de dezembro de 1912, em 1925 torna-se funcionário do Banco do Cariri; estuda no Ginásio do Crato onde conclui o secundário em 1931 e  ainda em 1931, escreve sua primeira publicação literária, Os 19. Em 1932 ingressa no curso de Direito da Faculdade de Direito do Ceará onde logo é forçado a desistir devido horário de trabalho; matricula-se no ano seguinte também tendo que desistir. Em 1937 volta ao curso, mas desiste de vez. Funcionário do Banco do Brasil de 1933 a 1950; da Superintendência da Moeda e do Crédito (1950 a 1964) e do Banco do Estado do Ceará entre 1964 a 1969.
Entre 1930 e 1931 escreve nas revistas Excelsior do Rio e na Fon-Fon.

## Atuação literária
Autodidata e pesquisador da cultura local e regional com base no Romanceiro Popular do Nordeste, a Literatura de Cordel  e é com base na diversidade do cordel que constrói sua obra maior que  é o Dicionário de Termos e Expressões Populares publicado em 1973 com prefácio de Evanildo Bechara. A primeira obra de Tomé Cabral foi Os 19 publicado em 1931 reeditado em 1981. Em 1968 lança uma crônica de viagens  A Europa é bem ali. Em 1982 a editora da Universidade Federal do Ceará lança o Novo Dicionário de Termos e Expressões Populares; em 1978 escreve Patuá de Recordações, obra prefaciada pela escritora Rachel de Queiróz. Membro do Instituto Cultural do Cariri, Academia Piracicabana de Letras e de várias entidades de Literatura filatélica no Brasil.

## Obras
- Os 19
- A Europa é bem ali

Dicionário de Termos e Expressões Populares, a Magnum opus do autor

- Dicionário de Termos e Expressões Populares
- Seu Mé
- Padre Emílio Cabral
- Família Lima Verde
- Patuá de recordações
- Novo Dicionário de Termos e Expressões Populares

### Inéditos
- Lucíula, perfil de mulher
- Adão, o paxá e eu...
- Versos diversos
- Se a Europa é bem ali, onde fica o Paraguai e a Argentina?
- Minha Salma ou sal... Minha? Tanto faz como tanto fez